# Desastres em 1988

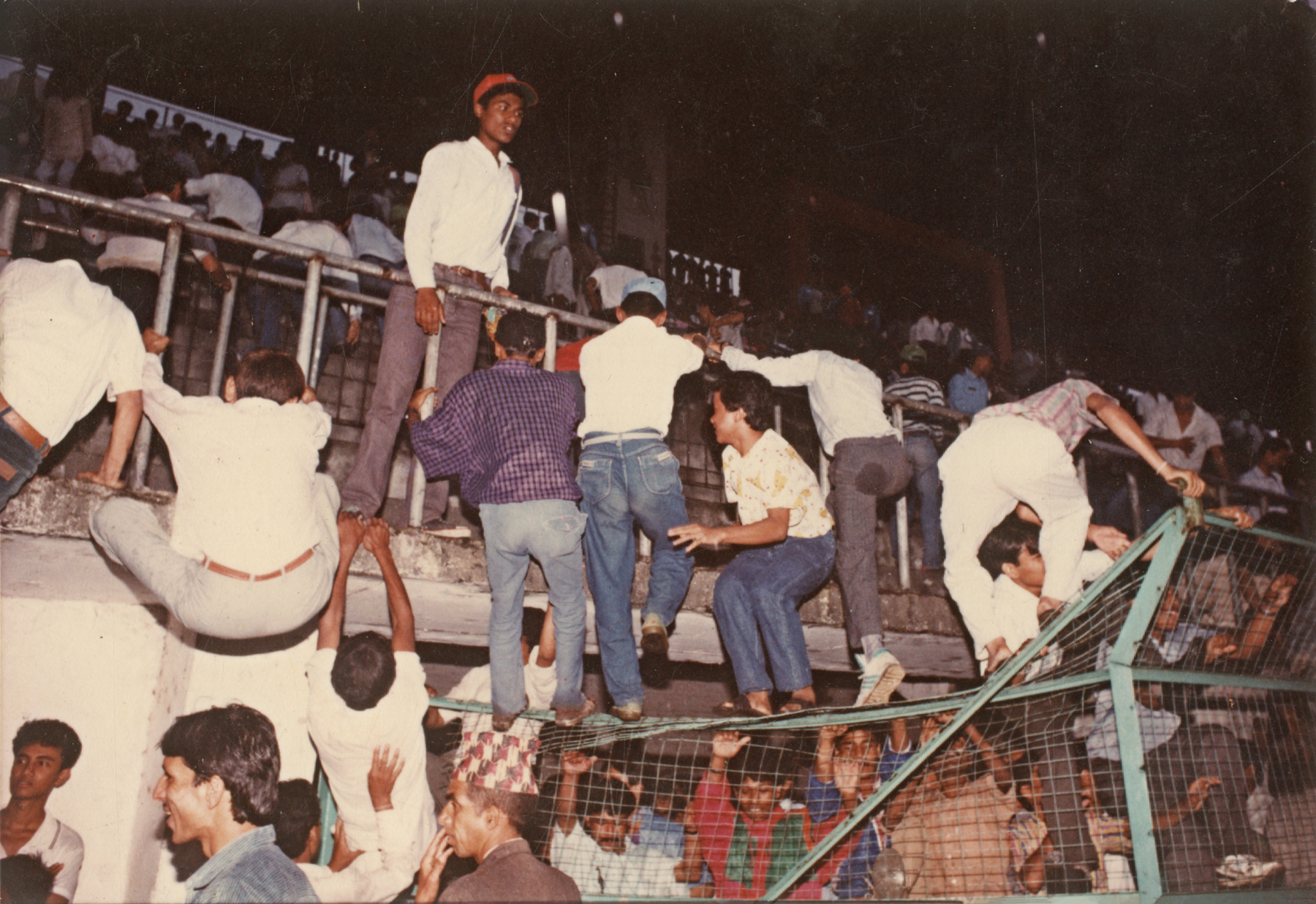
Desastre no Estádio Dasharath (1988)

Nesta página encontrará referências aos desastres ocorridos durante o ano de 1988.

## Março
- 14 de março - Um terremoto, de intensidade 6,9 (escala Richter), atinge o Irã.

## Maio
- 4 de maio - Oito pessoas morrem eletrocutadas na Praça José de Alencar, em Fortaleza, no palanque do comício de lançamento do Partido da Juventude, quando, sob forte chuva misturavam-se os fios elétricos com os fios das caixas de som.

## Julho
- 6 de julho - A plataforma de produção de petróleo do Mar do Norte Piper Alpha, operada pela Occidental Petroleum Ltd. e Texaco, é destruiu em uma explosão e um incêndio, matando 167 pessoas. Somente 62 membros da tripulação sobreviveram.

- 9 de julho - forte sismo afecta a ilha do Faial, a ilha do Pico e a ilha de São Jorge, Açores. Provocou a destruição generalizada das freguesias de Ribeirinha, Pedro Miguel, Salão e Cedros na ilha do Faial e fortes danos em Castelo Branco (Lombega), Flamengos e Praia do Almoxarife, também do Faial. Também atingidas foram várias localidades da ilha do Pico. No extremo oeste da ilha de São Jorge (Rosais) o sismo provocou grandes desabamentos de falésias costeiras. Morreram 8 pessoas, todas no Faial. Ficaram desalojadas 1700 pessoas.

## Dezembro
- 7 de dezembro - Um terremoto, de intensidade 7,2 (escala Richter), atinge a Arménia.

- 21 de dezembro - Atentado de Lockerbie. Um avião de Pan American World Airways parte do Aeroporto de  Londres Heathrow em Londres com destino a Nova Iorque, e explode no ar logo acima da cidade escocesa de Lockerbie, matando 270 pessoas (259 no avião e 11 na terra) de 21 nacionalidades diferentes. 189 vítimas são cidadãos dos Estados Unidos da América.